# Surface réglée standard
En mathématiques, et plus précisément en géométrie algébrique, une surface réglée standard est une variété algébrique, qui propose un modèle simple de surface réglée. On obtient ainsi une classification de toutes les surfaces réglées à isomorphisme algébrique près. {\displaystyle F_{m}} désigne dans ce langage l'unique surface réglée possédant une courbe géométriquement intègre d'autointersection {\displaystyle -m}.

## Version naïve
Ici, {\displaystyle k} désigne un corps de caractéristique zéro. On réalise une {\displaystyle k}-forme de cette surface pour tout {\displaystyle m} entier, on note {\displaystyle F_{m}} le fibré défini de la façon suivante :
On considère deux copies de {\displaystyle P_{1,k}\times A^{1}(k)}, que l'on recolle par l'isomorphisme {\displaystyle ([x:z],t)\mapsto ([x':z'],t')} défini par {\displaystyle x'=x,z'=zt^{m}} et {\displaystyle t'={\frac {1}{t}}}.
{\displaystyle [x:z]} désignant un système de coordonnées homogènes de la droite projective {\displaystyle P_{1},k}, fibré au-dessus de la droite affine {\displaystyle A^{1}(k)}, dans la première carte.
On note {\displaystyle V(X'\neq 0)} et {\displaystyle V'(X\neq 0)} les ouverts (au sens de la topologie de Zariski) isomorphes à {\displaystyle P_{1,k}\times A^{1}(k)} ainsi obtenus.
Les deux morphismes 
{\displaystyle {((x:z),t)\rightarrow t}} de {\displaystyle V} sur {\displaystyle {A}_{k}^{1}} et {\displaystyle {((x':z'),t')\rightarrow t'}} de {\displaystyle V'} sur {\displaystyle {A}_{k}^{1}}
se recollent en un morphisme {\displaystyle \rho } de {\displaystyle F_{m}} sur {\displaystyle {P}_{1,k}}
qui fait de {\displaystyle F_{m}} une surface réglée.
La surface obtenue est appelée surface réglée standard d'indice d'autointersection {\displaystyle -m}.

## Groupes de diviseurs

### Quelques courbes tracées surFm
On définit d'abord des {\displaystyle k}-courbes :
{\displaystyle C_{o}} la courbe de trace {\displaystyle {Z=0}} sur {\displaystyle V} et {\displaystyle Z'=0} sur {\displaystyle V',}
{\displaystyle X_{o}} la courbe de trace {\displaystyle {X=0}} sur {\displaystyle V} et {\displaystyle X'=0} sur {\displaystyle V'}.
Pour tout {\displaystyle t\in P_{1}({\overline {k}}),} (la clôture algébrique de k), on note {\displaystyle E_{t}} la fibre de {\displaystyle \rho } au-dessus de {\displaystyle t.}
On observe en second lieu qu'il s'agit de courbes géométriquement intègres, dont on peut calculer les intersections.
 Intersections des k-courbes
- Les courbes {\displaystyle C_{o},X_{o}} et, pour tout {\displaystyle t\in P_{1}(k),} la fibre {\displaystyle E_{t}} sont des {\displaystyle k-}courbes géométriquement intègres.
- De plus {\displaystyle X_{o}.C_{o}=0}, {\displaystyle C_{o}^{2}=-m} et
- Pour tout {\displaystyle t,t'\in {P_{1}(k)},} on a {\displaystyle X_{o}.E_{t}=C_{o}.E_{t}=1,\ E_{t}.E_{t'}=0.}

Ces résultats proviennent essentiellement du fait suivant : Le diviseur de la fonction de {\displaystyle k(F_{m})} définie par {\displaystyle {X \over Z}={X' \over Z'T'^{m}}} est {\displaystyle X_{o}-mE_{\infty }-C_{o},}
ainsi {\displaystyle C_{o}.(X_{o}-mE_{\infty }-C_{o})=0-m-C_{o}^{2}=0} et donc {\displaystyle C_{o}^{2}=-m.}

### Le groupe de Picard
Définition d'une base des diviseurs
On note {\displaystyle f} la classe des diviseurs de la fibre {\displaystyle E_{\infty }} et {\displaystyle c_{o}} la classe de la courbe {\displaystyle C_{o}}. 
Par commodité, on note {\displaystyle h=c_{0}+mf} de sorte que {\displaystyle h^{2}=m} ; {\displaystyle f^{2}=0} ; {\displaystyle fh=1} ; 
Une description classique du groupe des diviseurs montre alors que {\displaystyle Pic(F_{m}\times _{k}{\overline {k}})={\mathbb {Z} }h\oplus {\mathbb {Z} }f}.
Enfin on calcule sans difficulté la classe canonique {\displaystyle K} de {\displaystyle F_{m}} en explicitant une {\displaystyle 2-}forme sur {\displaystyle F_{m}}. On obtient {\displaystyle K=-2h+(m-2)f.}

### Intérêt de la représentation
Voici une représentation concrète des surfaces réglées standard dans lesquelles le calcul du groupe de Picard s'effectue de façon relativement immédiate.
Pour toutes ces surfaces, il est isomomorphe à {\displaystyle \mathbb {Z} ^{2}}. Cela se comprend intuitivement, les générateurs de ce groupe étant donnés par exemple par les diviseurs {\displaystyle T=0}, qui est celui d'une fibre et par le diviseur de restriction {\displaystyle Z=0} sur la carte {\displaystyle U}.
Connaissant la classe des diviseurs (dans le groupe de Picard, ) associée à une courbe tracée sur la surface réglée, on peut donc aisément en donner le genre arithmétique d'une courbe.

### Un exemple
Si {\displaystyle P(T)} désigne un polynôme de degré {\displaystyle 2m} sans facteur multiple, on note {\displaystyle P^{*}(T')} le polynôme réciproque de {\displaystyle P}.
La courbe {\displaystyle R} définie par sa trace sur {\displaystyle V} par l'équation cartésienne
{\displaystyle X^{2}=P(T)Z^{2}} et par l'équation {\displaystyle X'^{2}=P^{*}(T')Z'^{2}} sur la seconde carte
a pour classe de Picard associée : {\displaystyle r=2h} et pour genre arithmétique : {\displaystyle g_{a}(r)=m-1}.
Plus généralement, on peut lire assez facilement sur l'équation cartésienne de la trace d'une courbe dans l'ouvert {\displaystyle V}, sa classe de Picard, et son genre.